# Gerard J. M. van den Aardweg
Gerard J. M. van den Aardweg (Haarlem, 22 dicembre 1936) è uno psicologo e psicoterapeuta olandese.
È autore di testi di parapsicologia, esperienze ai confini della morte, temi relativi al pro vita e pro famiglia.

## Biografia
Nel 1967 conseguì il PhD all'Università di Amsterdam, pubblicando in inglese e olandese  la prima dissertazione di dottorato in tema di omosessualità edita nei Paesi Bassi.
Per vari anni è stato membro del comitato scientifico consultivo della National Association for Research and Therapy of Homosexuality (NARTH).
Nei suoi testi ha rigettato la tesi dell'esistenza di un tratto psicologico o di una natura omosessuale innati con la persona, vale dire di una causa genetica dell'omosessualità, a favore di una determinazione ambientale di questo tipo di scelta di comportamento.
In particolare, non ha negato il tradizionale approccio psicoanalitico freudiano di un padre distante e di una madre dominante, ma ha identificato la causa prima della scelta omoerotica nella percezione dell'identità maschile fisica e psicologica da parte del singolo e della comunità di persone con le quali esso interagisce. Il ruolo determinante sarebbe quindi la mancata accettazione tra pari in età adolescenziale, piuttosto che una qualche forma di carenza di ruolo dei genitori.
L'Irish Times ha riportato alcune dichiarazioni di van den Aardweg, nel contesto della campagna referendaria per la legalizzazione dei matrimoni omosessuali: i sostenitori del no sono stati infatti paragonati ai nazisti e ai razzisti che vietavano i matrimoni tra soggetti considerati di diversa razza e, in particolare, con soggetti ebrei. Il paragone è stato stigmatizzato da diversi sostenitori del no, tra cui van den Aardweg, che ha ribattuto sostenendo che le organizzazioni sanitarie si fanno spesso portavoce di interessi della comunità omosessuale e ha dichiarato che, in realtà, il nazismo fosse molto radicato ("rooted") tra gli omosessuali.

## Opere selezionate
- Gerard J. M. van den Aardweg, On the Origins and Treatment of Homosexuality: A Psychoanalytic Reinterpretation, in Linacre Q., vol. 78, n. 3, Catholic Medical Association, August 2011,  pp. 330-354, DOI:10.1179/002436311803888267, ISSN 0024-3639 (WC · ACNP), PMC 6026959. Ospitato su archive.is.
- Gerard J. M. van den Aardweg, On the Origins and Treatment of Homosexuality: A Psychoanalytic Reinterpretation, Stromen van levend water, vol. 2, Brugge, Tabor Publishing, 1984,  p. 98, ISBN 978-0-275-90233-9, OCLC 898786783. Ospitato su WorldCat.
- The Battle for Normality: Self-Therapy for Homosexual Persons ISBN 0898706149 (1997)
- Hungry Souls ISBN 9780895558992 (2009)